# نويل ويلوبي
نويل ويلوبي (بالإنجليزية: Noel Willoughby)‏ هو قسيس أيرلندي، ولد في 1926، وتوفي في 2006.